# Канцелярія у справах Тайваню при Держраді КНР
Канцелярія у справах Тайваню при Держраді КНР (кит. трад. [國務院台灣事務辦公室 або 國務院臺灣事務辦公室] Помилка: {{Lang}}: текст вже має курсивний шрифт (допомога), спр. 国务院台湾事务办公室, піньїнь: Guówùyuàn Táiwān Shìwù Bàngōngshì, акад. Гоуюань Тайвань Шиу Баньгунши пиньинь Guówùyuàn Táiwān Shìwù Bàngōngshì, пал. Гоуюань Тайвань Шиу Баньгунші іноді скорочують до кит. трад. [國台辦 або 國臺辦] Помилка: {{Lang}}: текст вже має курсивний шрифт (допомога), спр. 国台办, піньїнь: guó tái bàn, акад. го тай бань го тай бань) — орган виконавчої влади при Державній Раді КНР та Центральному комітеті Компартії Китаю. Відповідає за прийняття та виконання відповідних установок та політики, пов'язаних з Тайванем так, як це передбачено Центральним комітетом Комуністичної Партії Китаю та Державною Радою.
Відповідно до указу Державної Ради, Канцелярія бере на себе відповідальність за підготовку до переговорів та угод з тайванською владою (урядом Китайської Республіки). Орган керує прямим зв'язком електронною поштою, транспортом і торгівлею між двома сторонами Тайванської протоки, відповідає за рекламу та публікації засобів масової інформації стосовно Тайваню, інформацію та новини про основні проблеми протилежної сторони Тайванської протоки.
Співробітники Канцелярії у справах Тайваню при Держраді КНР одночасно є співробітниками Канцелярії ЦК КПК по роботі з Тайванем (за поширеним принципом «один орган, дві назви»). Остання назва використовується на переговорах із тайванськими посадовими особами.

## Список керівників
| Список керівників                               | Список керівників |
| ----------------------------------------------- | ----------------- |
| Ім'я                                            | Термін            |
| Дін Гуаньген                                    | 1988-1990         |
| Ван Чжаого                                      | 1990-1996         |
| Чень Юньлінь, член ЦК КПК з 1997 (канд. з 1992) | 1997-2008         |
| Ван І, член ЦК КПК з 2007                       | 2008-2013         |
| Zhang Zhijun, член ЦК КПК з 2012                | 2013-2018         |
| Лю Цзеї                                         | 2018-2022         |
| Сун Тао                                         | з 2022            |